# Torre del Cinquale
La Torre del Cinquale era una fortificazione cinquecentesca che si trovava presso la foce del Cinquale, il breve emissario del lago di Beltrame o lago di Porta, nel territorio di Montignoso. Con varie modifiche era sopravvissuta fino alla seconda guerra mondiale.

## Storia
Faceva parte delle difese costiere del Granducato di Toscana contro le incursioni barbaresche e fu eretta intorno al 1565 in una zona paludosa e malarica non lontana dal litorale.
Si trattava di una torre quadrangolare con un basamento a scarpa e una copertura a capanna alla sommità. Doveva vigilare con un contingente di Cavalleggeri della Costa, questo ultimo tratto di litorale sottoposto al Granducato di Toscana con il resto della Versilia.
Trovandosi in pessime condizioni fu oggetto di importanti lavori di ricostruzione intorno al 1782, diretti dall'ingegnere Stefano Piazzini, per volere di Pietro Leopoldo.

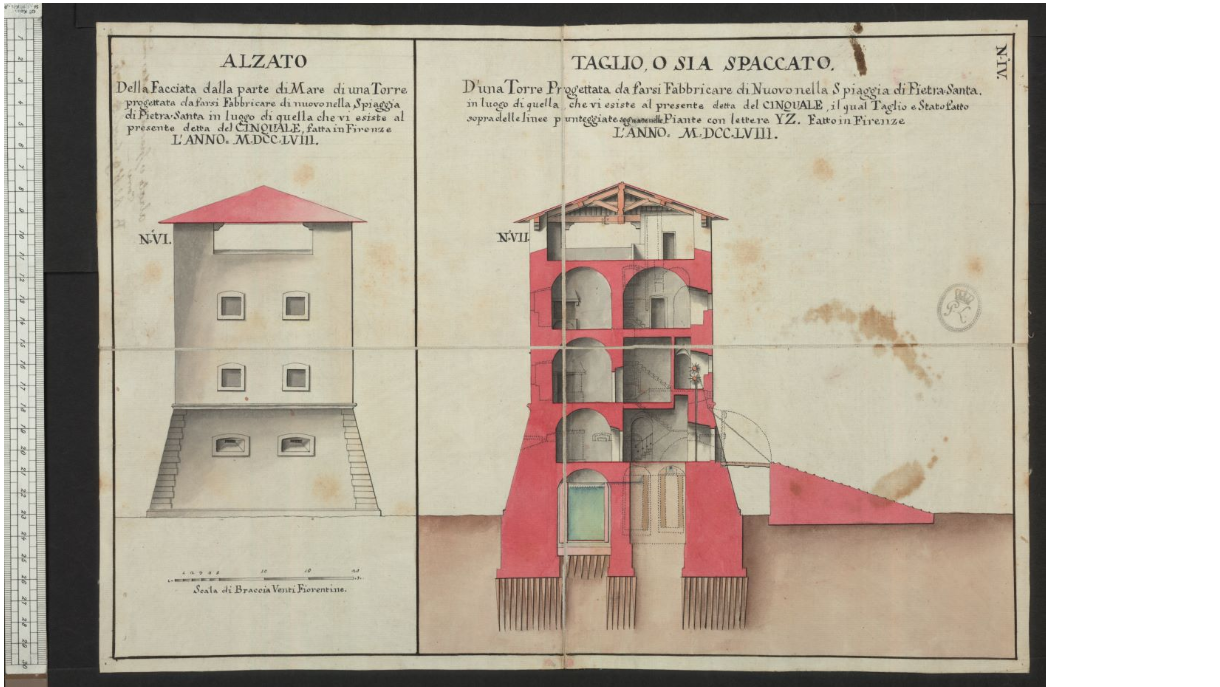
il progetto di ricostruzione settecentesco

In tale periodo la fortificazione fu conosciuta come forte o "fortino del Cinquale" o di "forti San Leopoldo" perché la torre, divenuta di minor altezza, era stata completamente inglobata con edifici di servizio ed un basso bastione sul lato del mare. 
La struttura svolse il suo ruolo di difesa da incursioni dal mare fino al XIX secolo e subì anche un attacco della marina inglese durante le guerre napoleoniche in occasione della distruzione di Motrone.
Nel Novecento divenne proprietà privata e fu trasformata in residenza.
Nel 1938 Mussolini riunì la torre sotto Montignoso (prima era sotto Pietrasanta e Forte dei Marmi) infatti nelle foto dei primi del novecento era scritto "Cinquale presso Forte dei Marmi" e successivamente "Cinquale di Montignoso"

Nel 1944 fu gravemente danneggiata dalle truppe tedesche, infatti l'area fu interessata da combattimenti durante l'attacco alla linea Gotica ed infine quasi completamente demolita.